# Mramorje

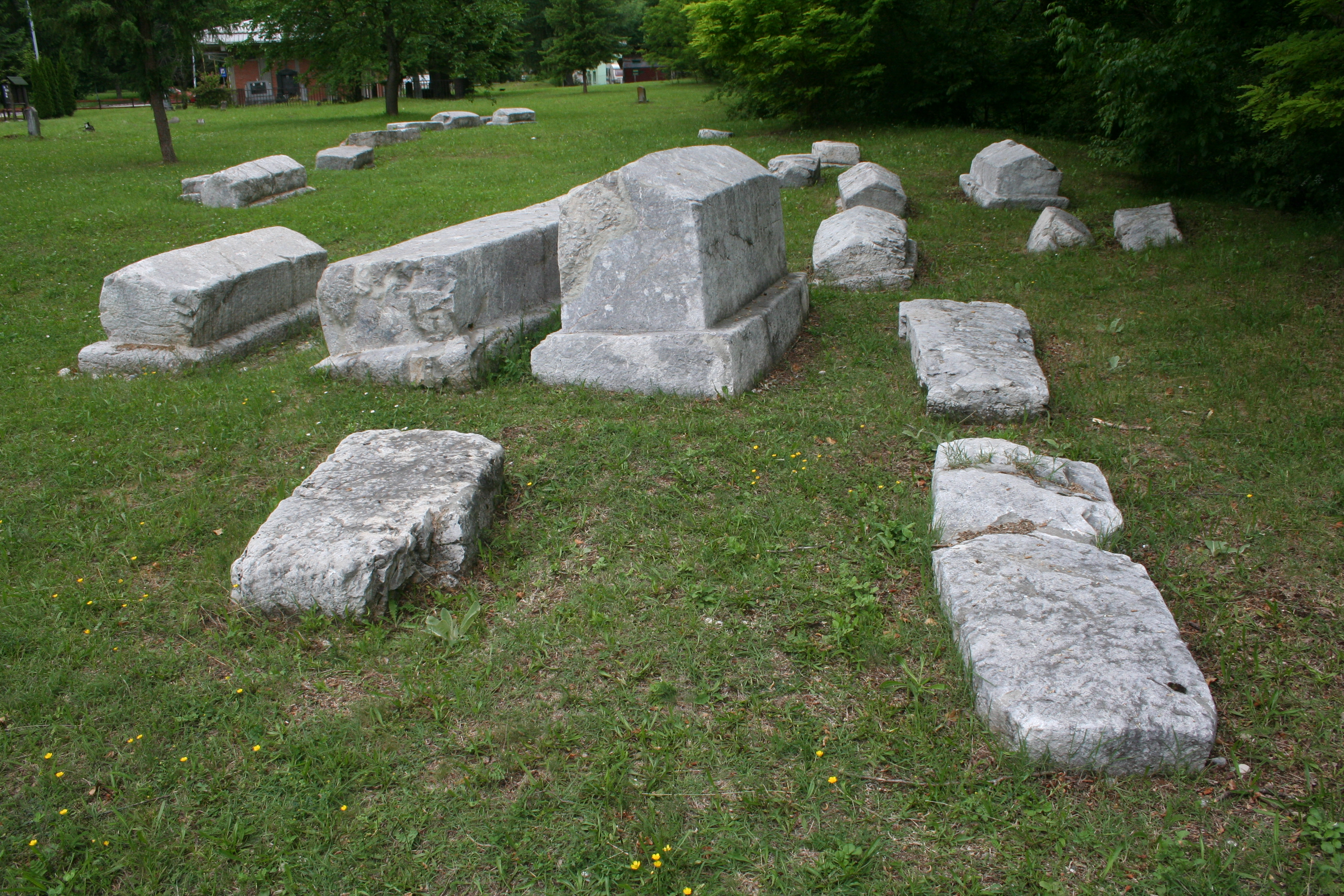
Dochované kameny.

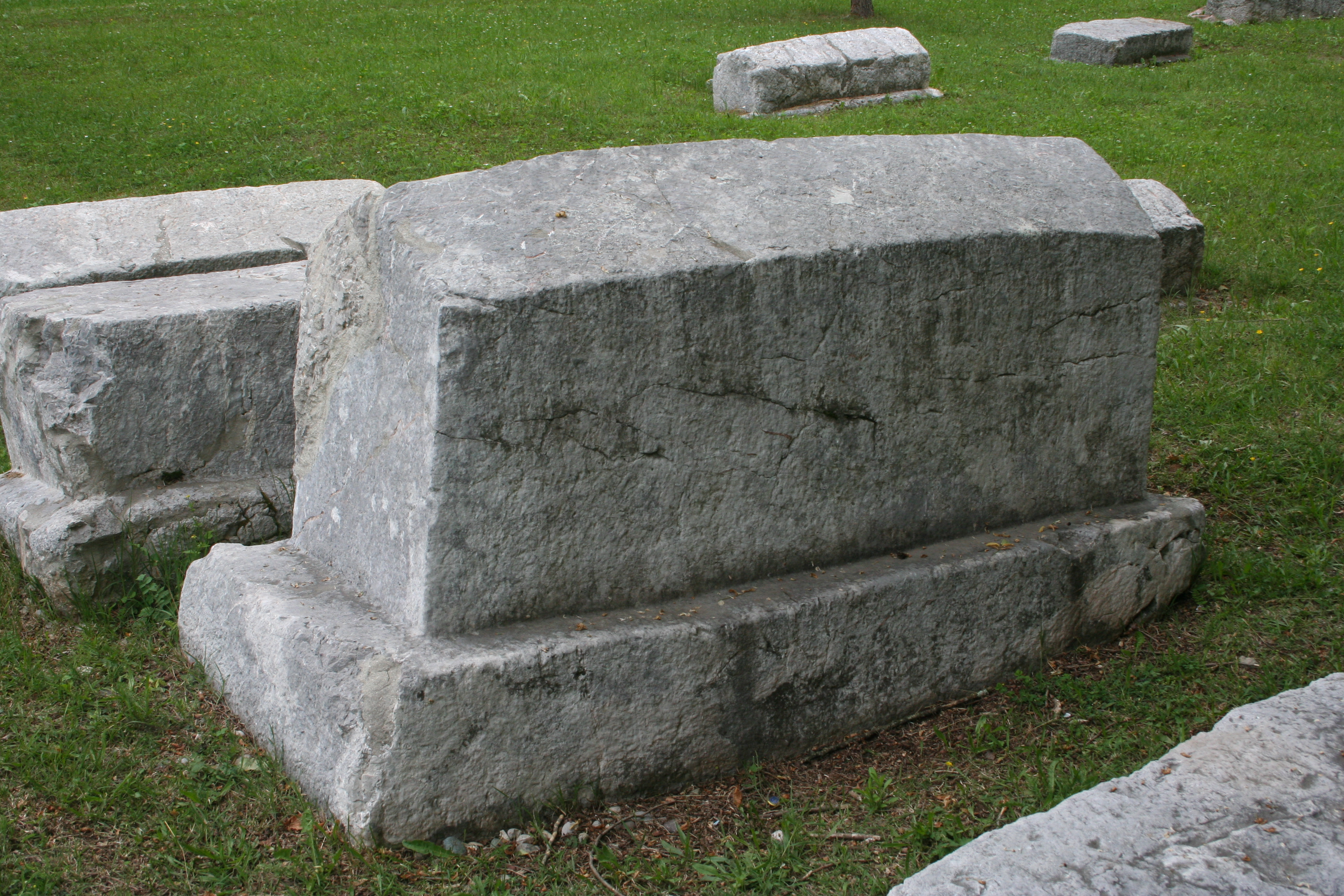
Jeden z dochovaných kamenů.

Mramorje (v srbské cyrilici Мраморје) je středověká nekropole náhrobních kamenů, tzv. stećků, která se nachází v blízkosti obce Perućac v západním Srbsku. Rozprostírá se mezi údolím řeky Driny a hlavní silnice, která v určité vzdálenosti sleduje její tok, na samém začátku obce. Oblast představuje kulturní památku mimořádného významu Republiky srbskou. 
Nekropole vznikla ve 14. století a původně měla okolo 200 náhrobních kamenů, které byly zhotoveny z tvrdého vápence. Největší z nich měly délku až 2 m, vysoké a široké byly okolo jednoho metru. 
Podle pozdějších zdrojů bylo napočítáno 122 náhrobních kamenů, v současné době jich zde je doloženo 93. Některé byly postupem času přemístěny, jiné se propadly do půdy a některé byly odvezeny do muzeí (2 se v současné době nacházejí v Etnografickém muzeu a jeden v Národním muzeu v Užici. Stećky jsou umístěny v pravidelných řadách a orientovány většinou ve směru západ-východ. Na kamenech se nenacházejí žádné kameny, kamenické zpracování je kvalitní a jen malý počet z nich je dekorován. Z motivů, které zde byly použity, se vyskytují kruh, půlměsíc, meč a štét. 